# Мацько Марія Романівна
Марія Романівна Мацько (1902, село Курники, Австро-Угорщина, тепер неіснуюче село в районі Яворівського полігону Яворівського району Львівської області — 1948, село Новий Яр Яворівського району Львівської області) — українська радянська діячка, селянка, голова жіночої ради села Яжів Новий (Новий Яр) Яворівського району. Депутат Верховної Ради УРСР 2-го скликання.

## Життєпис
Народилася в бідній багатодітній селянській родині. У восьмирічному віці втратила батьків. Наймитувала у маєтках поміщика Вайцмана неподалік села Курники. Потім вийшла заміж за селянина з Яжіва Нового Івана Мацька, працювала у власному сільському господарстві в селі Яжів Новий (тепер — Новий Яр) на Яворівщині.
Після захоплення Галичини Червоною армією, у 1940 році обиралася депутатом сільської ради села Яжів Новий. Організовувала школи з ліквідації неграмотності у селі, працювала в жіночій раді.
У 1944—1948 р. — голова жіночої ради села Яжів Новий (з 1946 року — Новий Яр) Яворівського району.
Була одним із активних агітаторів за створення колгоспів. На початку жовтня 1948 року вбита українськими повстанцями.